# Rainer Köthe
Rainer Köthe (* 1948 in Hamburg) ist ein deutscher Journalist und selbständiger Autor und Mitautor von rund 80 meist populärwissenschaftlichen Sachbüchern, die insgesamt in 31 Sprachen übersetzt wurden.

## Beruflicher Werdegang
Der 1948 in Hamburg geborene Rainer Köthe studierte und promovierte nach dem Abitur 1968 bis 1980 in Chemie und Biochemie an der Universität Hamburg. Neben dem Chemie-Studium betrieb er freiberufliche journalistische Tätigkeiten, u. a. für Die Zeit, den NDR und die Naturwissenschaftliche Rundschau.
Als Wissenschaftsredakteur des Wochenmagazin Stern im Verlag Gruner + Jahr begann er ab 1980 neben hunderten Artikeln eigene Bücher zu populärwissenschaftlichen Themen zu schreiben. Auch für Die Zeit und den Atlas Verlag (50 Artikel in der Serie „Drittes Reich“) war er tätig. Ebenso verfasste er mehrere Werbebroschüren („Salz“ (Solvay), Farbdruck (Gruner&Jahr), Künstliche Intelligenz (Digital Equipment)).
Von 1986 bis 1999 war er Chefredakteur des Naturmagazins kosmos. In dieser Zeit verfasste er eine Vielzahl von Artikeln. Zudem ist er Autor und Mitautor zahlreicher Jugendsachbücher in der Serie WAS IST WAS im Verlag Ragnar Tessloff, welche immer wieder aktualisiert neu aufgelegt wird. Außerdem entwickelte er, oft zusammen mit Ruth Schildhauer, bereits über 100 erfolgreiche Experimentierkästen für Kinder.
Für die Universität Hohenheim nahm er mehrere Jahre einen Lehrauftrag für Journalismus wahr.

## Auszeichnungen
1996 erhielt Rainer Köthe für seine Arbeit als Autor und Journalist von der Deutschen Umwelthilfe den Autorenpreis.

## Privates
Schon als Sechsjähriger interessierte sich Rainer Köthe stark für die Naturwissenschaften und führte eigene Experimente durch. Archimedes, Albert Einstein, Michael Faraday und Charles Darwin wurden von ihm als spannende Wissenschaftler benannt. Er ist Mitglied im Deutschen Amateur-Radio-Club und war als ehrenamtlicher Richter fünf Jahre ehrenamtlich am Verwaltungsgericht in Karlsruhe tätig.
Rainer Köthe war in seinem Wohnort Neckarbischofsheim langjähriges Mitglied im Stadtrat, war im Lions-Club und singt im Chor. Er ist verheiratet und Vater einer Tochter und eines Sohnes.

## Werk

### Aus derWas ist was - Buchreihe
- R. Köthe & Gerd Ohnesorge, Verl. Ragnar Tessloff, akt. 2010: WAS IST WAS, Bd.1: Unsere Erde, ISBN 978-3-7886-0241-3
- R. Köthe, Arno Kolb & Frank Kliemt, Verl. Ragnar Tessloff, akt. 2010: WAS IST WAS, Bd.8: Das Mikroskop, ISBN 978-3-7886-0248-2
- R. Köthe, Arno Kolb, Udo Kruse-Schulz & Frank Kliemt, Verl. Ragnar Tessloff, akt. 2010: WAS IST WAS, Bd.24: Elektrizität, ISBN 978-3-7886-0264-2
- R. Köthe & Gerd Ohnesorge, Verl. Ragnar Tessloff, akt. 2010: WAS IST WAS, Bd.57: Vulkane, ISBN 978-3-7886-0297-0
- R. Köthe, Verl. Ragnar Tessloff, akt. 2010: WAS IST WAS, Bd.59: Katzen, ISBN 978-3-7886-0299-4
- R. Köthe, Verl. Ragnar Tessloff, akt. 2010: WAS IST WAS, Bd.83: Höhlen, ISBN 978-3-7886-0423-3
- R. Köthe, Verl. Ragnar Tessloff, akt. 2010: WAS IST WAS, Bd.98: Kriminalistik, ISBN 978-3-7886-0661-9
- R. Köthe, Verl. Ragnar Tessloff, akt. 2010: WAS IST WAS, Bd.101: Geklärte und ungeklärte Phänomene, ISBN 978-3-7886-0664-0
- Claus-Peter Hutter & Rainer Köthe, Verl. Ragnar Tessloff, akt. 2005: WAS IST WAS, Band 103: Demokratie, ISBN 978-3-7886-0666-4
- Ulrike Reisach & Rainer Köthe, Verl. Ragnar Tessloff, akt. 2010: WAS IST WAS, Bd.113: Europa ISBN 978-3-7886-1500-0
- R. Köthe, Verl. Ragnar Tessloff, akt. 2007: WAS IST WAS Band 124: Bergbau - Schätze der Erde, ISBN 978-3-7886-1511-6
- R. Köthe, Verl. Ragnar Tessloff, 1996: Geklärte und Ungeklärte Phänomene, ISBN 978-3-7886-0664-0
- R. Köthe, Verl. Ragnar Tessloff, 1999: Was ist Was - Das neue Experimentier-Buch. 150 einfache Experimente aus Physik, Chemie und Biologie, ISBN 978-3-7886-0775-3
- R. Köthe, Verl. Ragnar Tessloff, 2002: Unsere Erde, ISBN 978-3-7886-0241-3

### Einzelveröffentlichungen
- R. Köthe, Verl. Hirzel, 2. Aufl. 2004: Küssen müssen wir noch lernen und Hummer haben blaues Blut, ISBN 978-3-7776-1258-4
- R. Köthe, Kosmos (Franckh-Kosmos), 1. Auflage 2005: 120 populäre Irrtümer über Sonne, Mond und Sterne, ISBN 978-3-440-10182-7
- Rainer Köthe, Ullstein Verlag, 2006: Warum Liebe durch die Nase geht ... und weitere 222 Kuriositäten aus der Natur, ISBN 978-3-548-36878-8
- R. Köthe & Peter Friedl, Verl. Ragnar Tessloff, 2008: Was ist Was Experimentierbuch (Taschenbuch), ISBN 978-3-7886-0774-6
- R. Köthe, Johann Brandstetter & Manfred Rohrbeck, Verl. Ragnar Tessloff, 2009: Wissensschatz von A - Z: D wie ... Dinosaurier, ISBN 978-3-7886-1872-8
- R. Köthe, Verl. Ragnar Tessloff, 1. Auflage 2010: WAS IST WAS Edition - Das große Buch der Experimente, ISBN 978-3-7886-1700-4
- Rainer Köthe, Verlag Stahleisen, 2011: Stahl erobert die Welt, ISBN 978-3-514-00775-8
- Claus-Peter Hutter, Karin Blessing, Rainer Köthe, oekom verlag, 2012: „Grundkurs Nachhaltigkeit“, ISBN 978-3-86581-301-5
- Rainer Köthe, Reader’s Digest, 2013: „Rätselhafte Natur. Verblüffendes aus der Tier- und Pflanzenwelt“, ISBN 978-3-89915-733-8

### Ausgewählte Experimentierkästen
- Ruth Schildhauer & R. Köthe, kosmos Verlag, März 2010: Giganten der Urzeit, Ausgrabungs und Bastelsets, (Download Pressetext)
- Ruth Schildhauer & R. Köthe, kosmos Verlag, Februar 2012: Zauber - Kristall, EAN: 4002051659240 (Download Pressetext)
- Ruth Schildhauer & R. Köthe, kosmos Verlag: Das große Geolino Experimentier - Labor, EAN: 4002051631116
- Ruth Schildhauer & R. Köthe, kosmos Verlag, 2012: electronic master - Dein großes Elektroniklabor , EAN: 4002051615918, (Download Pressetext)
- Rainer Köthe, kosmos Verlag: Die drei ??? - Das große Detektivlabor, EAN: 4002051631482, (Download Pressetext)
- Rainer Köthe, kosmos Verlag: Wunderwelt der Kristalle und Mineralien , EAN: 4002051642112, (Download MPEG-Einführungsfilm)
- Ruth Schildhauer & R. Köthe, kosmos Verlag: Geolino Magnete, EAN: 4002051665050, (Download Pressetext)
- Ruth Schildhauer & R. Köthe, kosmos Verlag: Mein erstes Experimentierlabor, EAN: 4002051603106, (Download Pressetext)
- Ruth Schildhauer & R. Köthe, kosmos Verlag: EASY ENERGY - Erneuerbare Energie erzeugen und einsetzen, EAN: 4002051612511, (Download Pressetext)